# Ciron
Ciron és un municipi al departament de l'Indre i a la regió de Centre (França). L'any 2007 tenia 507 habitants.

## Demografia

### Població
El 2007 la població de fet de Ciron era de 507 persones. Hi havia 224 famílies, de les quals 72 eren unipersonals (24 homes vivint sols i 48 dones vivint soles), 88 parelles sense fills, 56 parelles amb fills i 8 famílies monoparentals amb fills.
La població ha evolucionat segons el següent gràfic:
Habitants censats

### Habitatges
El 2007 hi havia 343 habitatges, 231 eren l'habitatge principal de la família, 94 eren segones residències i 18 estaven desocupats. 337 eren cases i 6 eren apartaments. Dels 231 habitatges principals, 170 estaven ocupats pels seus propietaris, 48 estaven llogats i ocupats pels llogaters i 13 estaven cedits a títol gratuït; 14 tenien dues cambres, 49 en tenien tres, 67 en tenien quatre i 100 en tenien cinc o més. 177 habitatges disposaven pel capbaix d'una plaça de pàrquing. A 106 habitatges hi havia un automòbil i a 91 n'hi havia dos o més.

### Piràmide de població
La piràmide de població per edats i sexe el 2009 era:
| Homes | Edats   | Dones |
| ----- | ------- | ----- |
| 0     | 95 o +  | 0     |
| 0     | 90 a 94 | 0     |
| 4     | 85 a 89 | 12    |
| 0     | 80 a 84 | 8     |
| 12    | 75 a 79 | 20    |
| 24    | 70 a 74 | 4     |
| 32    | 65 a 69 | 20    |
| 28    | 60 a 64 | 16    |
| 12    | 55 a 59 | 20    |
| 12    | 50 a 54 | 8     |
| 16    | 45 a 49 | 12    |
| 4     | 40 a 44 | 8     |
| 4     | 35 a 39 | 0     |
| 36    | 30 a 34 | 28    |
| 24    | 25 a 29 | 24    |
| 20    | 20 a 24 | 16    |
| 8     | 15 a 19 | 4     |
| 16    | 10 a 14 | 8     |
| 16    | 5 a 9   | 12    |
| 24    | 0 a 4   | 32    |

## Economia
El 2007 la població en edat de treballar era de 287 persones, 199 eren actives i 88 eren inactives. De les 199 persones actives 186 estaven ocupades (104 homes i 82 dones) i 13 estaven aturades (5 homes i 8 dones). De les 88 persones inactives 42 estaven jubilades, 21 estaven estudiant i 25 estaven classificades com a «altres inactius».

### Ingressos
El 2009 a Ciron hi havia 253 unitats fiscals que integraven 546 persones, la mediana anual d'ingressos fiscals per persona era de 15.608,50 €.

### Activitats econòmiques
Dels 36 establiments que hi havia el 2007, 2 eren d'empreses extractives, 2 d'empreses alimentàries, 3 d'empreses de fabricació d'altres productes industrials, 8 d'empreses de construcció, 6 d'empreses de comerç i reparació d'automòbils, 5 d'empreses d'hostatgeria i restauració, 1 d'una empresa financera, 1 d'una empresa immobiliària, 5 d'empreses de serveis, 1 d'una entitat de l'administració pública i 2 d'empreses classificades com a «altres activitats de serveis».
Dels 14 establiments de servei als particulars que hi havia el 2009, 1 era un taller de reparació d'automòbils i de material agrícola, 3 paletes, 1 guixaire pintor, 3 fusteries, 1 lampisteria, 2 perruqueries i 3 restaurants.
L'únic establiment comercial que hi havia el 2009 era una fleca.
L'any 2000 a Ciron hi havia 23 explotacions agrícoles que ocupaven un total de 2.516 hectàrees.

## Equipaments sanitaris i escolars
El 2009 hi havia una escola elemental integrada dins d'un grup escolar amb les poblacions properes formant una escola dispersa.

## Poblacions properes
El següent diagrama mostra les poblacions més properes.